# Diocesi di Coimbatore

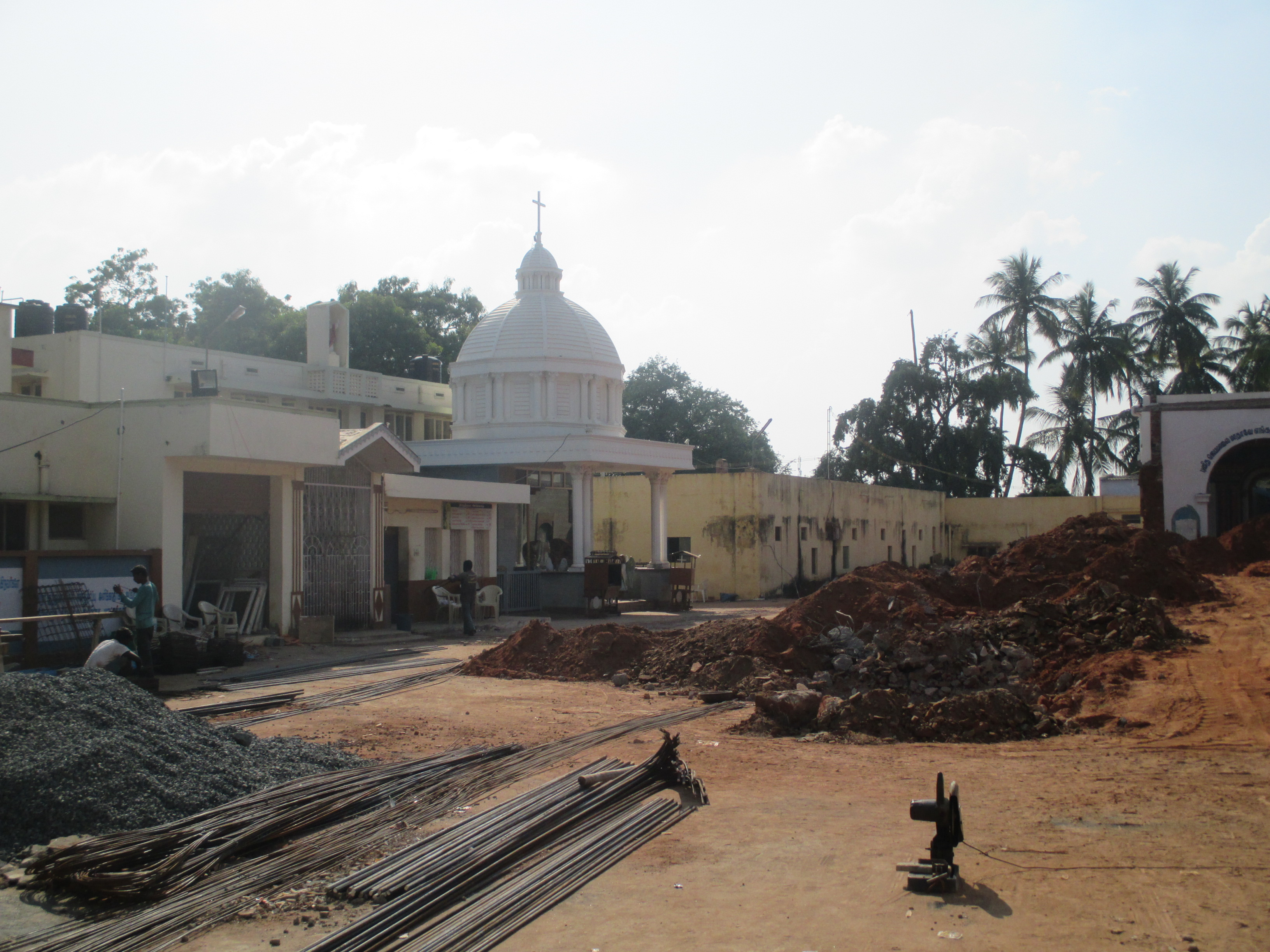
La basilica minore di Nostra Signora del Santo Rosario a Karumathampatti.

La diocesi di Coimbatore (in latino Dioecesis Coimbaturensis) è una sede della Chiesa cattolica in India suffraganea dell'arcidiocesi di Madras e Mylapore. Nel 2023 contava 284.512 battezzati su 10.172.000 abitanti. È retta dal vescovo Lephonse Thomas Aquinas.

## Territorio
La diocesi comprende la parte orientale dello stato indiano del Tamil Nadu.
Sede vescovile è la città di Coimbatore, dove si trova la cattedrale di San Michele. A Karumathampatti sorge la basilica minore di Nostra Signora del Santo Rosario.
Il territorio è suddiviso in 73 parrocchie.

## Storia
Il 16 marzo 1845, su istanza del vicario apostolico Clément Bonnand, il vicariato apostolico della Costa del Coromandel (oggi arcidiocesi di Pondicherry e Cuddalore) fu diviso in tre missioni, ognuna delle quali guidata da un vicario con dignità episcopale. La missione di Coimbatore fu affidata a Melchior de Marion Brésillac, consacrato vescovo il 4 ottobre successivo; questi aveva il titolo di pro-vicario di Clément Bonnand, da cui la missione ancora formalmente dipendeva, e di amministratore della missione di Coimbatore.
Il 3 aprile 1850 in forza del breve Pastorale ministerium di papa Pio IX la missione di Coimbatore divenne ufficialmente indipendente ed elevata al rango di vicariato apostolico.
Il 6 gennaio 1877 la missionaria francese Hélène de Chappotin de Neuville (1839-1904) fondò ad Ootacamund, nel vicariato apostolico di Coimbatore, la congregazione delle Suore francescane missionarie di Maria, dedita al servizio dei poveri nelle terre di missione.
Il 1º settembre 1886 il vicariato apostolico è stato elevato a diocesi con la bolla Humanae salutis di papa Leone XIII. Il 7 giugno dell'anno successivo, con il breve Post initam, la diocesi entrò a far parte della provincia ecclesiastica dell'arcidiocesi di Pondicherry.
Il 12 giugno 1923 ha ceduto una porzione del suo territorio a vantaggio dell'erezione della diocesi di Calicut (oggi arcidiocesi). Il 13 febbraio 1940 ha ceduto un'altra porzione di territorio alla diocesi di Mysore.
L'11 dicembre 1953 per effetto della bolla Mutant res di papa Pio XII è diventata suffraganea dell'arcidiocesi di Madras e Mylapore.
Il 28 dicembre 2013 ha ceduto la porzione del suo territorio insistente sul distretto di Palakkad, nello stato del Kerala, a vantaggio dell'erezione della diocesi di Sultanpet.

## Cronotassi dei vescovi
Si omettono i periodi di sede vacante non superiori ai 2 anni o non storicamente accertati.
- Melchior de Marion Brésillac, M.E.P. † (16 marzo 1845 - 3 aprile 1850 nominato vicario apostolico) (pro-vicario e amministratore)

- Melchior de Marion Brésillac, M.E.P. † (3 aprile 1850 - 18 marzo 1855 dimesso)
  - Sede vacante (1855-1865)
- Claude-Marie Dépommier, M.E.P. † (17 febbraio 1865 - 8 dicembre 1873 deceduto)
- Etienne-Auguste-Joseph-Louis Bardou, M.E.P. † (30 aprile 1874 - 7 febbraio 1903 deceduto)
- Jacques-Denis Peyramale, M.E.P. † (23 maggio 1903 - 17 agosto 1903 deceduto)
- Augustin Roy, M.E.P. † (12 febbraio 1904 - 4 dicembre 1930 dimesso[7])
- Marie-Louis-Joseph-Constantin Tournier, M.E.P. † (12 gennaio 1932 - gennaio 1938 dimesso[8])
  - Sede vacante (1938-1940)
- Ubagaraswani Bernadotte † (9 aprile 1940 - 5 febbraio 1949 deceduto)
- Francis Xavier Muthappa † (25 dicembre 1949 - 23 novembre 1971 deceduto)
- Manuel Visuvasam † (3 febbraio 1972 - 2 giugno 1979 deceduto)
- Ambrose Mathalaimuthu † (6 dicembre 1979 - 10 luglio 2002 ritirato)
- Lephonse Thomas Aquinas, dal 10 luglio 2002

## Statistiche
La diocesi nel 2023 su una popolazione di 10.172.000 persone contava 284.512 battezzati, corrispondenti al 2,8% del totale.
| anno | popolazione | popolazione | popolazione | presbiteri | presbiteri | presbiteri | presbiteri                | diaconi | religiosi | religiosi | parrocchie |
| anno | battezzati  | totale      | %           | numero     | secolari   | regolari   | battezzati per presbitero | diaconi | uomini    | donne     | parrocchie |
| ---- | ----------- | ----------- | ----------- | ---------- | ---------- | ---------- | ------------------------- | ------- | --------- | --------- | ---------- |
| 1950 | 46.200      | 3.000.000   | 1,5         | 51         | 47         | 4          | 905                       |         | 6         | 142       | 33         |
| 1970 | 87.541      | 3.482.941   | 2,5         | 87         | 70         | 17         | 1.006                     |         | 41        | 564       | 45         |
| 1980 | 96.875      | 4.353.000   | 2,2         | 85         | 76         | 9          | 1.139                     |         | 42        | 623       | 50         |
| 1990 | 125.200     | 4.217.500   | 3,0         | 104        | 92         | 12         | 1.203                     |         | 55        | 809       | 60         |
| 1999 | 212.763     | 7.163.297   | 3,0         | 121        | 107        | 14         | 1.758                     |         | 25        | 902       | 67         |
| 2000 | 218.930     | 8.292.785   | 2,6         | 118        | 104        | 14         | 1.855                     |         | 24        | 889       | 67         |
| 2001 | 225.773     | 9.422.273   | 2,4         | 120        | 104        | 16         | 1.881                     |         | 48        | 590       | 67         |
| 2002 | 245.479     | 10.113.414  | 2,4         | 119        | 105        | 14         | 2.062                     |         | 44        | 605       | 68         |
| 2003 | 250.139     | 11.011.709  | 2,3         | 127        | 113        | 14         | 1.969                     |         | 43        | 611       | 69         |
| 2004 | 255.220     | 11.813.004  | 2,2         | 129        | 109        | 20         | 1.978                     |         | 60        | 656       | 68         |
| 2006 | 258.600     | 12.124.000  | 2,1         | 137        | 117        | 20         | 1.887                     |         | 54        | 647       | 72         |
| 2013 | 242.181     | 11.069.000  | 2,2         | 161        | 121        | 40         | 1.504                     |         | 136       | 774       | 64         |
| 2016 | 189.542     | 7.419.686   | 2,6         | 148        | 120        | 28         | 1.280                     |         | 101       | 930       | 69         |
| 2019 | 191.400     | 7.495.600   | 2,6         | 152        | 117        | 35         | 1.259                     |         | 99        | 928       | 73         |
| 2021 | 281.326     | 10.293.440  | 2,7         | 148        | 113        | 35         | 1.900                     |         | 99        | 581       | 73         |
| 2023 | 284.512     | 10.172.000  | 2,8         | 146        | 111        | 35         | 1.948                     |         | 104       | 589       | 73         |